# 1921 год в автомобилестроении
Список событий в автомобилестроении в 1921 году:

## События

### Январь
- 12 — Уильям Дюрант (1861—1947) основал в Нью-Йорке Durant Motors[англ.]. Создатель General Motors, Дюрант был освобождён от должности управляющего в 1920 году. Автомобили его новой компании успехом не пользовались и она обанкротилась в 1933 году[1].

### Март
- 12 — родился Джованни Аньелли (1921—2003), итальянский предприниматель, главный акционер и исполнительный директор Fiat[2]. Именно он в 1966 году подписал в договор с Советским правительством о строительстве Волжского автозавода.
- 14 — «Научная автомобильная лаборатория» (НАЛ) была преобразована в «Научно-автомобильный институт» (НАМИ)[3].
- 15 — в Генуе была учреждена компания Società Anonima Moto Guzzi для «производства и продажи мотоциклов, а также всех других видов деятельности, относящихся или связанных с металлообработкой и машиностроением». В настоящее время (2025 г.) входит в Piaggio Group[4].

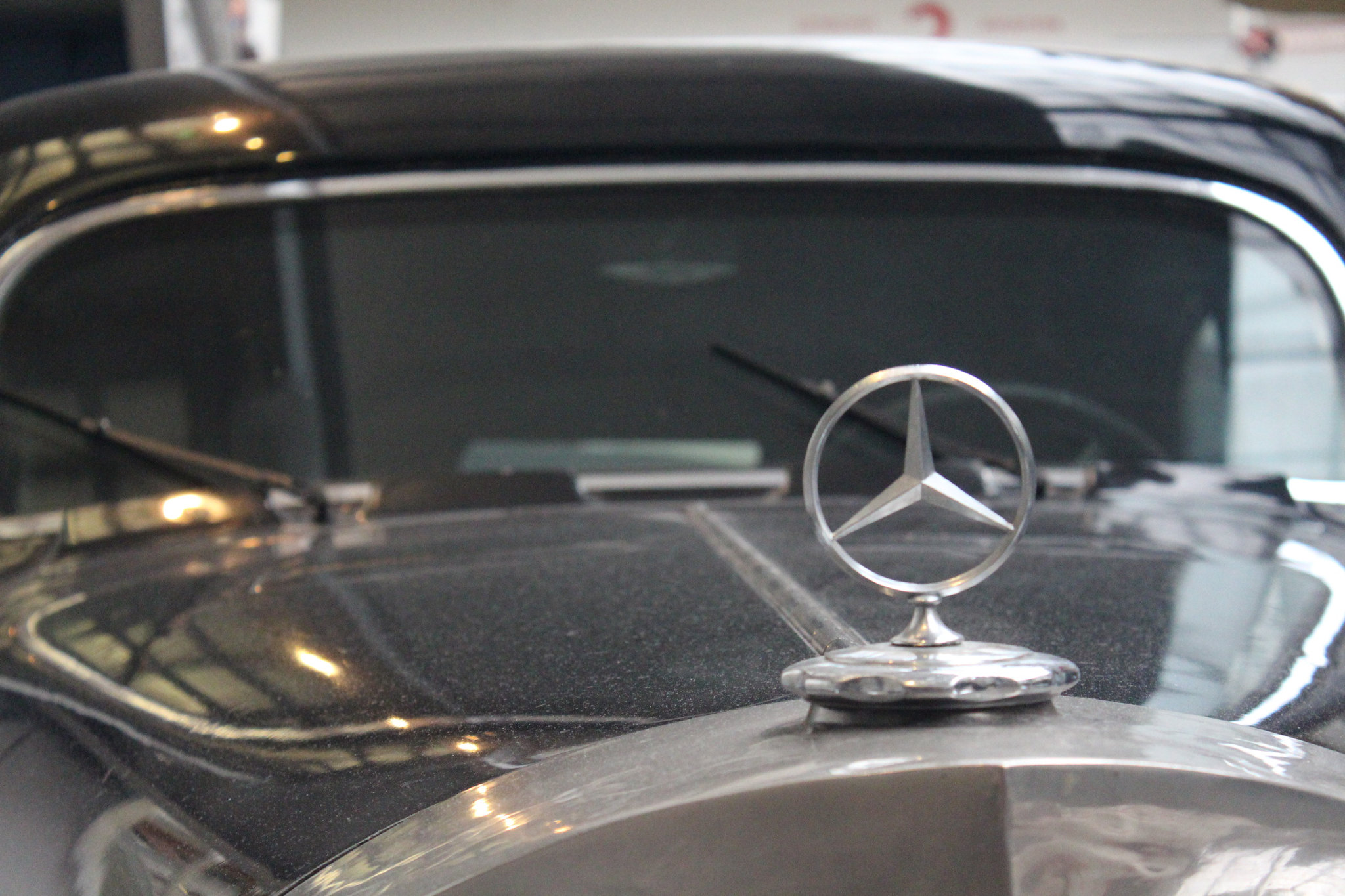

### Сентябрь
- 16 — в Детройте родился Ирвин Рыбицкий[англ.] (1921—2001) глава Дизайн-центра и вице-президент General Motors с 1977 по 1986 год[5]. Он не обладал харизмой знаменитых предшественников, Харли Эрла и Билла Митчелла[англ.], был скорее командным игроком, и отметился эрой невнятных автомобилей корпорации 1970-х и 1980-х[6].

### Ноябрь
- 5 — «Даймлер-Моторен-Гезелльшафт» (Daimler-Motoren-Gesellschaft) подаёт заявку на правовую защиту своей торговой марки — заключённой в кольцо трёхлучевой звезды. 2 августа 1923 года эмблема была зарегистрирована в Патентном ведомстве Германии[7].